# Трупіал ямайський
Трупіа́л ямайський (Nesopsar nigerrimus) — вид горобцеподібних птахів родини трупіалових (Icteridae). Ендемік Ямайки. Це єдиний представник монотипового роду Ямайський трупіал (Nesopsar).

## Опис
Довжина птаха становить 18 см. Ямайські трупіали мають повністю чорне забарвлення. Вони мають довгий, міцний дзьоб, короткі лапи і довгі кігті, пристосовані до лазання по деревах. При лазанні вони опираються на короткий хвіст, як дятли або дереволази.

## Поширення і екологія
Ямайські трупіали мешкають в горах країни Кокпіт, трапляються в горах в центрі острова, а також в горах Блу-Маунтінс і горах Джона Кроу. Вони живуть у вологих гірських, хмарних і карликових тропічних лісах з великою кількістю епіфітних бромелієвих і моху Phyllogonium. Зустрічаються поодинці або парами, на висоті від 510 до 2200 м над рівнем моря, місцями в горах Джона Кроу на висоті 210 м над рівнем моря. Ямайські трупіали живляться безхребетними, яких шукають серед папоротей, бромелієвих, епіфітів, моху і опалого листя, на висоті від 3 до 12 м над землею. 

## Збереження
МСОП класифікує цей вид як такий, що перебуває під загрозою зникнення. За оцінками, популяція ямайських трупіалів становить від 1500 до 7000 дорослих птахів. Їм загрожує знищення природного середовища, а також гніздовий паразитизм з боку синіх вашерів.